# Sheridan Burge-Lopez
Sheridan Christina Burge-Lopez (* 17. Januar 1970) ist eine ehemalige australische Schwimmerin.

## Karriere
Burge-Lopez nahm 1987 mit der Staffel über 4 × 200 m Freistil an den Pan Pacific Swimming Championships teil und gewann die Silbermedaille. 1988 war sie Teilnehmerin der Olympischen Spiele in Seoul. Während sie über 200 m Freistil im Vorlauf als 20. ausschied, konnte sie sich über 400 m Freistil für das B-Finale, die Platzierungsrunde für die Plätze 9 bis 16, qualifizieren und dieses gewinnen. Zwei Jahre später nahm sie an den Commonwealth Games teil. In Auckland sicherte sie sich Bronze über 800 m Freistil.